# Гольсберг
Гольсберг (біл. вёска Гольсберг) — село в складі Крупського району Мінської області, Білорусь. Село підпорядковане Холопеницькій сільській раді, розташоване в східній частині області.